# Hangars Liquides
Hangars Liquides, aussi connu en abrégé HL, était un label discographique français de musique électronique. Au fil des ans hangars liquides a élargi ses activités artistiques au métavers. 

## Histoire
Le label est fondé en 1998 par Laurent Mialon (La Peste). À l'origine, Hangars Liquides est axé dans le genre speedcore, mais est rapidement catégorisé musique expérimentale dans la scène techno hardcore. Hangars Liquides se forge une solide réputation, et est joué à l'international dans différentes scènes musicales : industrielle, noise, techno, acousmatique, techno hardcore/gabber, electronica, ambient et post-rock.
Distribuant des musiciens comme I:gor et Neurocore de Pologne, Senical (DJ Choose) du Danemark, Bombardier des États-Unis, Noize Creator d'Allemagne, Venetian Snares du Canada, Jan Robbe de Belgique, et de français comme Al Zheimer, XKV8, Helius Zhamiq, Fist of Fury, Attila, EPC et La Peste, le label devient une référence en la matière : de nombreux morceaux de musique électroniques issus d'autres labels sont décrits pour leurs sonorités identiques à celles issues de Hangars Liquides.
Depuis 2000, le label publie différents genres, de la musique acousmatique en passant par le power electronics et le flashcore. Le flashcore identifie un style que certains de ces artistes expérimentaux partagent et un manifesto qui explique la vision de HL pour la musique expérimentale. Hangars Liquides commence aussi à produire, dès 2001, des créations multimédias depuis l'arrivée de l'artiste Djehan Kidd au label.
En 2007, Hangars Liquides devient une organisation culturelle à but non-lucrative dont la mission telle que declarée au journal officiel est "la création, la promotion et la diffusion de toute forme d'art", l'organisation est fondée par Laurent Mialon et Djehan Kidd. En 2014, la ville virtuelle de Hangars Liquides créée par Djehan Kidd sur le métavers Second Life est citée par The Guardian qui la décrit de « plus grande ville cyberpunk. ». La ville virtuelle illustre le poster du film "Life 2.0" de la collection Oprah Winfrey Network Documentary Film Club.
À la suite de l'abandon progressif de Hangars liquides en tant que label de musique par son fondateur original et depuis la reprise de la marque hangars liquides par l'artiste Djehan Kidd en 2012, l'activité et les investissements de l'organisation culturelle à but non-lucrative se concentrent principalement autour de la création d'environnements audio-visuels immersifs sur le métavers.